# Uri Geller

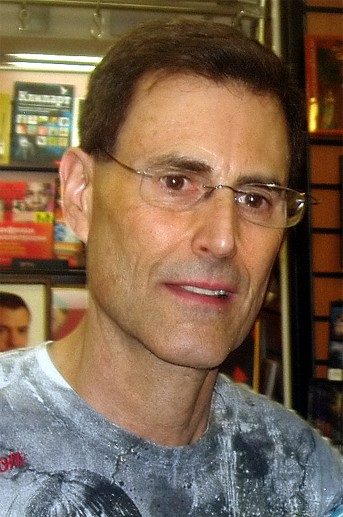
Uri Geller (2009)

Uri Geller (hebräisch אורי גלר, ursprünglich György Gellér; * 20. Dezember 1946 in Tel Aviv, Britisches Mandatsgebiet Palästina) ist ein israelischer Zauberkünstler, der von sich behauptet, übersinnliche Kräfte zu besitzen. Er ist bekannt für seine Fernsehdarbietungen, in denen er die Wirkung von Psychokinese und Telepathie simuliert. Wegen der Behauptung tatsächlicher übersinnlicher Kräfte wird Geller in vielen Teilen der Zauberkünstlergemeinschaft des Betrugs beschuldigt.

## Leben
Uri Geller wurde als Sohn von Jitzchak und Margarete Gellér, geborene Freud, in Tel Aviv geboren. Seine Eltern sind österreichisch-ungarischer Herkunft. Er gibt an, im Alter von fünf Jahren ein Schlüsselerlebnis gehabt zu haben, als ihn in einem Garten ein heller Lichtblitz zu Boden geworfen habe. Kurz darauf habe es zum Mittagessen Suppe gegeben, wobei sich sein Löffel verbogen habe und gebrochen sei. Dies sei der Beginn einer weit gefächerten paranormalen Begabung gewesen, eine aus wissenschaftlicher Sicht nicht haltbare Behauptung.
Als Fallschirmjäger kämpfte er 1967 im Sechstagekrieg, in dem er verwundet wurde. Anschließend arbeitete er als Fotomodell. 1969 begann er, seine vermeintliche Fähigkeit, Löffel zu manipulieren, zu vermarkten. Entdeckt wurde Geller von dem New Yorker Parapsychologen Andrija Puharich der später Gellers Biografie verfasste.
Seit 1979 ist Geller verheiratet; er hat zwei Kinder. Nach eigenen Angaben war er Ende der 1970er Jahre besessen von Ruhm und Geld, zugleich habe er an Bulimie und Angstzuständen gelitten. Im Jahr 1980 rieten ihm seine Freunde John Lennon und Yoko Ono, nach Japan zu gehen, um Spiritualität zu finden. Daraufhin verbrachte er mit seiner Familie ein Jahr in Japan und lernte Meditation bei japanischen Mönchen.
Geller wurde Multimillionär. Er lebte lange im Dorf Sonning bei Reading in einer 23-Zimmer-Villa, die dem Weißen Haus ähnelt. 2015 zog er mit seiner Ehefrau in ein bescheidenes Apartment im Künstlerviertel von Jaffa in Israel.
Geller spricht Hebräisch, Englisch und Ungarisch.

### Karriere als Bühnenkünstler
Geller erregte in den 1970er Jahren erstmals Aufsehen mit seinen Fernsehauftritten, in denen er angeblich durch telepathische Kräfte versteckt gemalte Zeichnungen nachmalte, stehengebliebene Uhren zum Ticken brachte und Besteck verbog. Sein internationaler Erfolg beruhte auch auf Gellers wiederholter Behauptung, er bewirke die vorgeführten Effekte aufgrund paranormaler Vorgänge und nicht durch Zaubertricks. Geller sagte in Interviews gelegentlich, dass er glaube, seine „Kräfte“ von Außerirdischen vom Planeten „Hoova“ oder von Gott erhalten zu haben. In Deutschland sorgte sein Fernsehauftritt am 17. Januar 1974 in der Show Drei mal Neun und in der Schweiz in einer von Werner Vetterli moderierten Sendung für Aufsehen.
2002 nahm Geller an der ersten Staffel der britischen Fernsehshow I’m a Celebrity…Get Me Out of Here! teil. Nach vielen Jahren der TV-Abstinenz in Deutschland erlebte Geller 2004 mit der Sendung Die Uri-Geller-Show ein Comeback. RTL erzielte damit einen Marktanteil von 25,5 Prozent in der werberelevanten Zielgruppe. Das entsprach fast sechs Millionen Zuschauern. Am 8. Januar 2008 lief die Reihe The next Uri Geller – Unglaubliche Phänomene Live auf ProSieben an, in der Geller als Gastgeber fungierte (siehe unten). Mittlerweile sieht er seine Verbindung zu den Außerirdischen anders: Dies habe ihm ein Wissenschaftler der CIA damals eingeredet. An Aliens und Ufos glaube er aber weiterhin.

### Sonstiges öffentliches Wirken
Geller tritt auch als Motivationsredner auf. Er behauptet, er habe mit übersinnlichen Kräften Bergbauunternehmen dabei geholfen, Bodenschätze aufzuspüren, z. B. Diamanten, Kohle und Gold.
Gelegentlich meldet sich Uri Geller öffentlich zu Wort mit der Behauptung, er habe Großereignisse vorhergesehen oder beeinflusst. So habe er während der Fußball-Europameisterschaft 1996 einen Ball telekinetisch beeinflusst. In der Regel handelt es sich dabei um Behauptungen, die einer wissenschaftlichen Untersuchung aufgrund ihrer Argumentationsstruktur nicht zugänglich sind. Dies bringt ihm speziell von skeptischer Seite Kritik ein. Geller suchte seit Beginn seiner Auftritte stets die Nähe zu anderen Prominenten, insbesondere sei er mit Michael Jackson befreundet gewesen. Geller selbst weist zudem darauf hin, er engagiere sich auch als Spender für wohltätige Zwecke.
Geller ließ in Jaffa ein Uri‐Geller‐Museum bauen, das 2021 fertiggestellt wurde. Bereits ab 2020 war es für Besuchergruppen geöffnet.
Nach dem russischen Überfall auf die Ukraine 2022 warnte Geller Wladimir Putin über das Soziale Netzwerk X: Er werde mit seiner Gedankenkraft, in Verbindung mit der Kraft der gesamten übrigen Welt, einen vom russischen Präsidenten gestarteten Nuklearkrieg verhindern.

## Wissenschaftliche Untersuchungen und Kritik

### Wissenschaftliche Kontroversen
Anfänglich konnte Geller eine Reihe von Physikern und andere Wissenschaftler mit seinen Vorführungen beeindrucken und überzeugen. Beispielsweise wurde in dem angesehenen Magazin Nature 1974 ein Artikel der beiden Laser-Spezialisten Russell Targ und Harold Puthoff vom SRI International (SRI) über die hellseherischen Fähigkeiten von Geller veröffentlicht. Der Artikel wurde im Editorial als „schwach in Design und Ausführung“, „beunruhigend unklar“ bezüglich experimenteller Details, „unbehaglich, was Vorkehrungen gegen fehlerhafte Schlussfolgerungen betrifft“, bezeichnet. Den beiden Autoren wurde Naivität einiger Methoden und „ein Mangel an Qualifikation“ vorgeworfen.
Der Artikel, wie auch seine Veröffentlichung, wurden sehr kontrovers diskutiert.
Nature wollte den Artikel zunächst nicht veröffentlichen und schickte ihn an das SRI zurück. Da er jedoch von zwei Wissenschaftlern einer führenden Forschungseinrichtung verfasst worden war und der Inhalt einer wissenschaftlichen Untersuchung würdig erschien, entschloss man sich doch zur Veröffentlichung. Zudem wollten die Herausgeber anderen Forschungseinrichtungen die Möglichkeit geben, die Qualität des Institutes und dessen Beitrag zur Parapsychologie zu beurteilen. Im Editorial der Ausgabe wurde außerdem auf eine gleichzeitige, sechzehnseitige Veröffentlichung des Physikers Joseph Hanlon im New Scientist hingewiesen, die eine zweimonatige Nachforschung über Geller und die SRI-Experimente zum Thema hat. Dieser Artikel würde die Positionen Gellers und der SRI-Forscher untergraben.
Der ehemalige US-Astronaut Edgar Mitchell, selbst bekannt dafür, parapsychologischen Phänomenen zugeneigt zu sein, schilderte als Augenzeuge die Untersuchungen am SRI wie folgt: „Hal (Puthoff) und Russ (Targ) waren so begierig darauf, Geller bei der Arbeit zu halten, dass sie sich von ihm in die Enge treiben ließen und schließlich auf jede seiner Launen eingingen. Wenn er drohte fortzugehen, gaben sie nach und taten alles, was er wollte. Natürlich verloren sie so die Kontrolle über die Situation, und das wurde von Mal zu Mal schlimmer.“
Geller lehnt seitdem wissenschaftliche Untersuchungen bezüglich seiner „übernatürlichen Kräfte“ ab. Auch der Aufforderung an der „Eine-Million-Dollar-Herausforderung“ von James Randi teilzunehmen, kam er nicht nach.
Bereits Anfang 1974 lud Thomas von Randow, damals Wissenschaftsredakteur bei der Wochenzeitung Die Zeit, Geller zu einem psychokinetischen 100.000-DM-Experiment ein. Geller beantwortete die mehrfachen Anfragen Randows nicht. Als dieser ihn dann persönlich darauf ansprach, entgegnete Geller, dass, wenn er seine „psychokinetische Begabung demonstriert hätte, diese fortan nicht mehr geheimnisvoll und darum auch nicht mehr interessant gewesen“ wäre. „Man dürfe seinen Mitmenschen nicht alle Zweifel nehmen“.

### Auftritt in derTonight Showim US-Fernsehen
Bei einem Fernsehauftritt im Jahre 1973 in der Tonight Show mit Johnny Carson entstanden erstmals auch beim Massenpublikum Zweifel an den vermeintlich übersinnlichen Fähigkeiten Gellers, da er während des Auftrittes erstmals im Fernsehen nicht in der Lage war, seine üblichen Effekte vorzuführen. James Randi hatte bei der Vorbereitung der Sendung dafür gesorgt, dass die Requisiten nicht durch Geller manipuliert werden konnten.

### Hypothesen zu möglichen Tricks
Bei dem Verbiegen der Löffel vermutete man anfänglich eine Präparierung von Gellers Fingern mit einer quecksilberhaltigen Verbindung, welche die Löffel durch Legierungsbildung zum Erweichen bringen würde. Mit diesem Verfahren hatten Zauberkünstler bereits im 19. Jahrhundert gearbeitet. Der Spiegel ließ Geller kurz nach seinem Fernsehauftritt bei der Wim-Thoelke-Show Drei mal Neun 1974 eine Gabel zerlegen. Ein anschließender Vergleich der Bundesanstalt für Materialforschung und -prüfung mit einer Gabel, die mit einer wässrigen Quecksilbernitratlösung präpariert war, ergab ein übereinstimmendes Ergebnis.
Später entdeckte man, dass dieser „Geller-Effekt“ durch ein mehrfaches Vorbiegen der Löffel erheblich einfacher zu erreichen ist, also auf einfacher Materialermüdung beruht.

### Vorhersagen
Des Weiteren wird kritisiert, Geller habe falsche Prognosen abgegeben. Anfang 1970 habe Geller vorausgesagt, dass der ägyptische Präsident Gamal Abdel Nasser noch lange leben und König Hussein von Jordanien bald einem Attentat zum Opfer fallen werde. Nasser starb jedoch bereits acht Monate nach dieser Voraussage, während König Hussein noch weitere 29 Jahre lebte. Andere Quellen berichten dagegen, dass Geller auf der Bühne eine Vision vom im Sterben liegenden Nasser gehabt habe. Auch prophezeite Geller den Sieg des englischen Nationalteams bei der Fußball-EM 1996 im Halbfinale gegen Deutschland, das es jedoch verlor. Dem Formel-1-Piloten David Coulthard sagte er einen nicht eingetretenen Erfolg voraus.

### Kritiker
Insbesondere die Skeptikerbewegung widerspricht den Behauptungen des Bühnenmagiers Uri Geller, er verfüge – entgegen jeder physikalischen Erkenntnis – tatsächlich über paranormale Kräfte. So kam es in den vergangenen Jahrzehnten zu wiederholten öffentlichen Auseinandersetzungen zwischen Vertretern der Skeptikerbewegung und Geller. Insbesondere mit dem ebenfalls als Bühnenkünstler tätigen James Randi kam es zu Rechtsstreitigkeiten. Neben Randi ist Magic Christian einer der großen Kritiker von Geller. Auch der theoretische Physiker Jack Sarfatti, anfangs von Geller überzeugt, ist auf die Seite der Kritiker gewechselt.

## Gerichtsverfahren
Geller hat gegen Kritiker rechtliche Schritte unternommen. 1991 verklagte er James Randi auf 15 Millionen US-Dollar Schadenersatz wegen eines in der Herald Tribune vom 9. April 1991 erschienenen Artikels von Randi. Dies war die dritte Klage von Geller gegen Randi. Die Klage wurde, wie alle vorausgegangenen und nachfolgenden, abgewiesen. In einem offenen Brief der Uri Geller Associates mit Sitz in Berkshire kündigte Geller an, dass er „Randi in jedem Land verklagen werde, in dem es ihm möglich sei, gegen die Lügen Randis vorzugehen“. Was Randi über ihn verbreite, sei nicht die Wahrheit.
Gellers Klage gegen Prometheus Books wurde verworfen, und er musste Schadenersatz an den Verlag leisten. Auch seine Klage gegen die US-amerikanische Skeptikerorganisation CSICOP blieb erfolglos. Nach fünfjährigem Streit wurde Geller 1995 aufgrund einer außergerichtlichen Einigung zu Geldzahlungen an die Gegenseite verpflichtet.
Im November 2000 verklagte Geller in den USA das Unternehmen Nintendo. Auf einer von der Firma produzierten japanischen Pokémon-Sammelkarte war ein Pokémon namens Yun-gerā (auf Deutsch heißt das Pokémon „Kadabra“) dargestellt, das in einer Hand einen verbogenen Löffel hält und laut Kartenbeschreibung „Alpha-Wellen“ ausstrahlen kann. Auf Japanisch wird Yun-gerā als ユンゲラー geschrieben, wobei das zweite Zeichen ン n dem Zeichen リ ri ähnlich sieht und der Name somit an Yuri Gerā erinnert, die japanische Aussprache von Gellers Namen. Geller sah durch die Karte seine Persönlichkeitsrechte verletzt. Die Klage wurde im November 2002 vom Bezirksgericht Los Angeles abgewiesen. Dennoch verzichtete Nintendo durch die ungeklärte rechtliche Lage seitdem, Kadabra im Pokémon-Anime und im Sammelkartenspiel zu verwenden. Am 28. November 2020 gab Geller auf Twitter bekannt, dass er sein damaliges Handeln bereue und Nintendo wieder die Erlaubnis gebe, Kadabra als Karte oder im Anime zu verwenden.

## Jüngere Medienpräsenz
Nach einem Auftritt im RTL-Fernsehmagazin Stern TV 2004 nahm Gellers Popularität in Deutschland kurzzeitig wieder zu und er trat daraufhin in weiteren Fernsehsendungen dort (mit einer eigens produzierten Uri-Geller-Show, moderiert von Günther Jauch) und in der Schweiz auf.

### The next Uri Geller
Anfang 2007 präsentierte Geller im israelischen Fernsehen die Live-Show The Successor (deutsch „Der Nachfolger“), eine Castingshow für Mentalisten, die mit Einschaltquoten von über 50 % das erfolgreichste Programm der israelischen Fernsehgeschichte wurde. Das Format wurde Ende 2007 leicht geändert auch in Kanada sowie im US-Fernsehen als Phenomenon adaptiert.
Vom 8. Januar bis zum 26. Februar 2008 suchte Uri Geller auf dem deutschen Fernsehsender ProSieben einen „Nachfolger“. Die Show lief unter dem Namen The next Uri Geller (deutsch „Der nächste Uri Geller“). In Deutschland kam die erste Sendung auf insgesamt 3,85 Millionen Zuschauer, damals ein Marktanteil von 12,1 Prozent. Die Reaktionen der deutschsprachigen Presse auf die Sendung waren ausgesprochen negativ.
Die Show wurde auch für das niederländische, ungarische, türkische und russische Fernsehen produziert. Im Januar 2009 lief die zweite Staffel in Deutschland an. Die Sendung wurde in Deutschland Mitte 2009 eingestellt.

### Ufos und Aliens
Nach der für den Sender erfolgreichen Show The next Uri Geller sendete ProSieben am 16. November 2008 eine weitere Show mit ihm unter dem Titel Uri Geller live – Ufos & Aliens: Das unglaubliche TV-Experiment. In der erneut von Stefan Gödde moderierten und live ausgestrahlten Sendung sprachen die Gäste Erich von Däniken, Nina Hagen, Astronaut Edgar Mitchell (per Telefon zugeschaltet) und der Gewinner von The next Uri Geller, Vincent Raven, über ihre Erfahrungen mit Ufos und Aliens. Zudem wurden angeblich während der Sendung über ein Radioteleskop Nachrichten in das All geschickt und auf Antworten gewartet.
Die Sendung erreichte nur geringe Einschaltquoten und konnte sich mit 4,8 Prozent Marktanteil und 1,4 Millionen Zuschauern nicht gegen das Konkurrenzprogramm durchsetzen.

## Kurioses
Nach einem Fernsehauftritt Gellers 1993 verklagte ihn eine Frau, da er schuld an ihrer Schwangerschaft sei. Die Empfängnis sei auf einem Kaminvorleger durch Verbiegung ihres Intrauterinpessars („Spirale“) ermöglicht worden.

## Veröffentlichungen
- My Story. Praeger, 1975, ISBN 0-275-33170-9
  - Mein Wunder-volles Leben. Die Autobiographie eines Mega-Stars. Silberschnur, Neuwied 1995, ISBN 3-923781-90-3.
- Pampini. A Novel. World Authors, 1980, ISBN 0-89975-000-1
  - Auf Biegen und Brechen. Roman. Goldmann, München 1980, ISBN 3-442-03995-9
- mit Guy Lyon Playfair: The Geller Effect. Jonathan Cape, 1986, ISBN 0-224-02374-8 (uri-geller.com).
  - Der Geller Effekt. Ariston-Verlag, Genf 1986, ISBN 3-7205-1421-8.
- Uri Geller’s Fortune Secrets. Sphere Books, 1987, ISBN 0-7221-3812-1
  - Uri Gellers Geheimtips für Glück und Wohlstand. Ariston-Verlag, Genf 1988, ISBN 3-7205-1459-5
- Shawn. Goodyer, 1990, ISBN 1-871406-09-9 (Roman)
- Uri Geller’s Little Book of Mindpower. Robson, 1999, ISBN 1-86105-193-X
  - Uri Gellers Powerguide zum Erfolg. Nymphenburger, München 2007, ISBN 3-485-01108-8
- Uri Geller’s Mind-Power Kit. Virgin, 1996, ISBN 1-85227-552-9
- Ella. Headline, London 1998, ISBN 0-7472-7643-9
  - Ella. Roman. LangenMüller, München 2008, ISBN 978-3-7844-3132-1.
- Dead Cold. A Psychic Thriller. Feature, 1999, ISBN 0-7472-5921-6
- mit Lulu Appleton: Mind Medicine: The Secret Of Powerful Healing. Element Books, 1999, ISBN 1-86204-477-5
  - Gesundheit aus dem Kopf. Stärken Sie Körper und Psyche mit der Kraft Ihres Geistes. RM-Buch-und-Medien-Vertrieb, Rheda-Wiedenbrück/Gütersloh 2000
- mit Ron van der Meer: Parascience Pack: An Interactive Exploration of Your Psi Powers. Abbeville, New York 2000, ISBN 1-902413-53-9
- mit Rabbi Shmuley Boteach: True Confessions: Making Peace with the Past, Celebrating the Present, Embracing the Future. Element, Shaftesbury 2000, ISBN 1-86204-808-8 (US-Ausgabe The Psychic and the Rabbi: A Remarkable Correspondence. Sourcebooks, 2001, ISBN 1-57071-786-9)
- Unorthodox Encounters. Robson, 2001, ISBN 1-86105-366-5
- Uri Geller’s Life Signs. Readers Digest, 2002, ISBN 0-7621-0353-1
- Die Macht des Geistes. Nutzen Sie meine Geheimnisse für Wohlstand, Gesundheit und Glück. Nymphenburger, München 2006, ISBN 3-485-01076-6; Ullstein, Berlin 2007, ISBN 3-548-74369-2
- Uri Geller’s crystal pendulum dowsing kit. Watkins, London 2006, ISBN 1-84293-194-6

## Filme
- Staya Erusa – Finde das Buch des Wissens. Dokumentarfilm, produziert von Uri Geller, Harry Beckers & Ronald Jan Heijn. Niederlande 2006[49]
- Die Uri Geller Story (Originaltitel: Mindbender), Spielfilm aus dem Jahre 1996 von Ken Russell, basierend auf dem Leben von Uri Geller, mit Ishai Golan als Uri Geller, mit Cameo von Uri Geller selbst.

## Podcast
- 2024: Geisterjäger. SWR, Host: Verena Fiebiger, vierte Episode.[50]